# 데지코
데지코는 디지캐럿 시리즈의 등장인물이다. 애니메이션에서 목소리를 연기한 성우는 일본판은 사나다 아사미이고 한국판은 채의진(1대 디지캐럿 시리즈), 이선(디지캐럿뇨(은하공주 디지캐럿)(한국명 : 데이지)), 박선영이다.

## 개요
데지코는 디지캐럿 시리즈의 주인공으로 생일은 2월 8일이다. 디지캐럿 별의 제 1왕녀이다.
나이는 10살, 생일은 2월 8일, 키는 138cm, 몸무게는 38kg. 디지캐럿 별의 제1왕녀로 지구에서 최고의 공주가 되기 위해 지구로 왔다. 특기는 눈에서 빔(KBS판에서는 초롱눈빔)으로 눈에서 빔이 나온다. 눈에서 빔을 사용하지 않으면 정신이 이상해지고 빙글빙글 돌고 에너지가 방출되지 않는다. 몸에 에너지가 가득 쌓이면 지구를 폭발시킬 정도로 위험하다. 본명은 쇼콜라 디지캐럿으로 데지코라고 자주 부른다. KBS판에서의 애칭은 데이지. 말끝마다 '~뇨'를 붙인다.